# Brooke Satchwell
Brooke Kerith Satchwell (Melbourne, Victoria; 14 de noviembre de 1980) es una actriz y modelo australiana, más conocida por haber interpretado a Anne Wilkinson en Neighbours y a Sophia Marinkovitch en White Collar Blue.

## Biografía
Es hija de Andrew Satchwell, un agente de bienes raíces y de Jane Satchwell, una maestra, tiene una hermana llamada Cara Satchwell.
En 2001 comenzó a salir con el actor Matthew Newton, sin embargo la relación terminó en 2006. Newton fue acusado de cuatro delitos de asalto común, entre ellos intimidación y asalto a la integridad física de Satchwell; tres de los cargos fueron retirados y Newton se declaró culpable de asalto común.
El 26 de noviembre de 2008, Brooke se encontraba en un edificio que fue atacado por terroristas durante los atentados de Bombay.
Desde 2008 sale con el editor de cine David Gross. En 2012 Brooke anunció que estaba comprometida luego de que David le propusiera matrimonio durante un viaje a Camboya.

## Carrera
En 1996 se unió al elenco principal de la exitosa serie australiana Neighbours, donde interpretó a Anne Hails-Wilkinson hasta 2000.
En 2002 se unió al elenco principal de la serie White Collar Blue, donde interpretó a la Oficial Sophia Marinkovitch hasta el final de la serie en 2003. Brooke interpretó de nuevo a Sophia en la película de la serie.
En 2012 se unió al elenco de la popular serie australiana Packed to the Rafters, donde interpretó a la electricista Frankie Calasso hasta el final de la serie el 2 de julio de 2013. En 2013 se unió al elenco principal de la serie Wonderland, donde interpretó a la abogada Grace Barnes hasta el final de la serie en 2015. En 2016 apareció como invitada en la serie Jack Irish, donde dio vida a Tina Longmore.

## Filmografía

### Series de televisión
| Año             | Serie                   | Personaje                   | Notas         |
| --------------- | ----------------------- | --------------------------- | ------------- |
| 2018 - presente | Mr Inbetween            | Ally                        | 5 episodios   |
| 2018            | Dead Lucky              | -                           | 3 episodios   |
| 2016            | Jack Irish              | Tina Longmore               | 2 episodios   |
| 2015            | Footballer Wants a Wife | Sally Brightmore            | 6 episodios   |
| 2013 - 2015     | Wonderland              | Grace Barnes                | 44 episodios  |
| 2012 - 2013     | Packed to the Rafters   | Frankie Calasso             | 33 episodios  |
| 2008            | Canal Road              | Bridget Keenan              | 13 episodios  |
| 2007            | Dangerous               | Donna                       | 8 episodios   |
| 2006            | Tripping Over           | Flick                       | 5 episodios   |
| 2002 - 2003     | White Collar Blue       | Oficial Sophia Marinkovitch | 44 episodios  |
| 2000 - 2001     | Water Rats              | Sophie Ferguson             | 19 episodios  |
| 1996 - 2000     | Neighbours              | Anne Wilkinson              | 284 episodios |

### Películas
| Año  | Título                      | Personaje                   | Notas                                                                                          |
| ---- | --------------------------- | --------------------------- | ---------------------------------------------------------------------------------------------- |
| 2009 | Subdivision                 | Tiffany                     | junto a Bruce Spence, Gary Sweet, Steve Bisley, Kathryn Beck, Aaron Fa'aoso y John Batchelor   |
| 2009 | Echo                        | Bella                       | corto - junto a Josh Wakely, Jennifer Byrne y Laurence Coy                                     |
| 2008 | Corrections                 | Amy Perrin                  | corto - junto a Jo Stanley y Roz Hammond                                                       |
| 2005 | Small Claims: White Wedding | Imogen                      | junto a Claudia Karvan, Rebecca Gibney, Alyssa McClelland, Roy Billing y Gyton Grantley        |
| 2004 | Right Here Right Now        | Jenny                       | junto a Matthew Newton, Genevieve O'Reilly, Ewen Leslie, Toby Schmitz, Tim Draxl y Pia Miranda |
| 2002 | White Collar Blue           | Oficial Sophia Marinkovitch | junto a Peter O'Brien, Linda Cropper, Freya Stafford, Don Hany y Sandy Winton                  |
| 2002 | Radio Samurai               | Ethel                       | junto a Dennis Coard, Nathan Hill, Stuart Orr y Joanna MacKay                                  |

### Apariciones
| Año        | Programa     | Notas       |
| ---------- | ------------ | ----------- |
| 2014, 2016 | Black Comedy | 2 episodios |

### Presentadora
| Año             | Programa           | Notas                                     |
| --------------- | ------------------ | ----------------------------------------- |
| 2013 - presente | Dirty Laundry Live | co-presentadora - junto a Lawrence Mooney |
| 2005-presente   | Play School        | presentadora                              |

### Teatro
| Año        | Obra                                        | Personaje       | Director (a)       | Teatro            | Notas                                                |
| ---------- | ------------------------------------------- | --------------- | ------------------ | ----------------- | ---------------------------------------------------- |
| 2010       | The Clean House                             | Matilde         | Kate Cherry        | Playhouse Theatre | junto a Carol Burns, Sarah McNeill y Hugh Parker     |
| 2001       | The Graduate                                | Elaine Robinson | Terry Johnson      | Theatre Royal     | junto a Mark Priestley, Andy McFarlane y John Waters |
| 1999, 2000 | The Caribbean Tempest                       | Miranda         | Kit Hesketh-Harvey | -                 | junto a Bill Hunter y Alex Dimitriades               |
| 1999       | Playbox                                     | -               | -                  | -                 | -                                                    |
| 1999       | Elegies for Angels, Punks and Raging Queens | Tina            | Leon Gallagher     | -                 | -                                                    |
| 1999       | Francis Kiss                                | Katrina         | Peter Houghton     | -                 | -                                                    |
| 1999       | Vagina Monologues                           | -               | Caroline Stacey    | -                 | -                                                    |

## Premios y nominaciones
| Año  | Categoría               | Premio                | Serie      | Resultado |
| ---- | ----------------------- | --------------------- | ---------- | --------- |
| 1999 | Most Popular Actress    | Silver Logie Award    | Neighbours | Nominada  |
| 1999 | Favourite Teen Idol     | People's Choice Award | Neighbours | Ganadora  |
| 1998 | Most Popular New Talent | Logie Award           | Neighbours | Ganadora  |